# Židovský hřbitov v Nečtinách
Židovský hřbitov v Nečtinách leží v lesní stráni za křesťanským hřbitovem při silnici vedoucí na jihovýchod od obce Nečtiny do lesa. Je volně přístupný ale ve špatně zachovaném stavu. Uvedená poloha GPS označuje místo, kde jsou shromážděny náhrobky, ale původní poloha hřbitova byla asi více na východ.
Rozpoznat lze dvě části bývalého hřbitova, starou a novější, jež odděluje lesní cesta. Areál, kde jsou pouze torza náhrobních kamenů z let 1747–1927, patří k majetku české Federace židovských obcí.